# 鬼仔巷

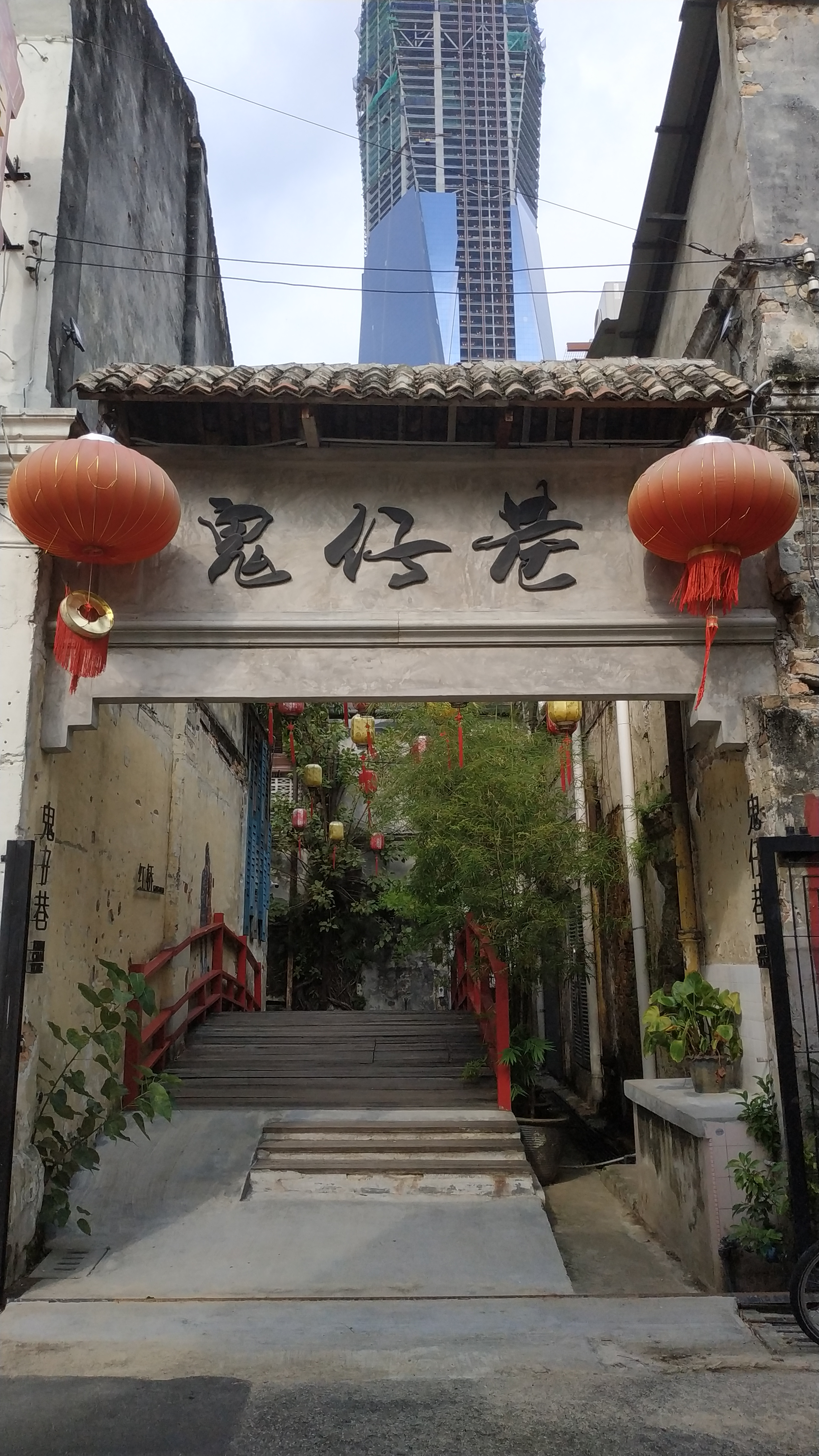

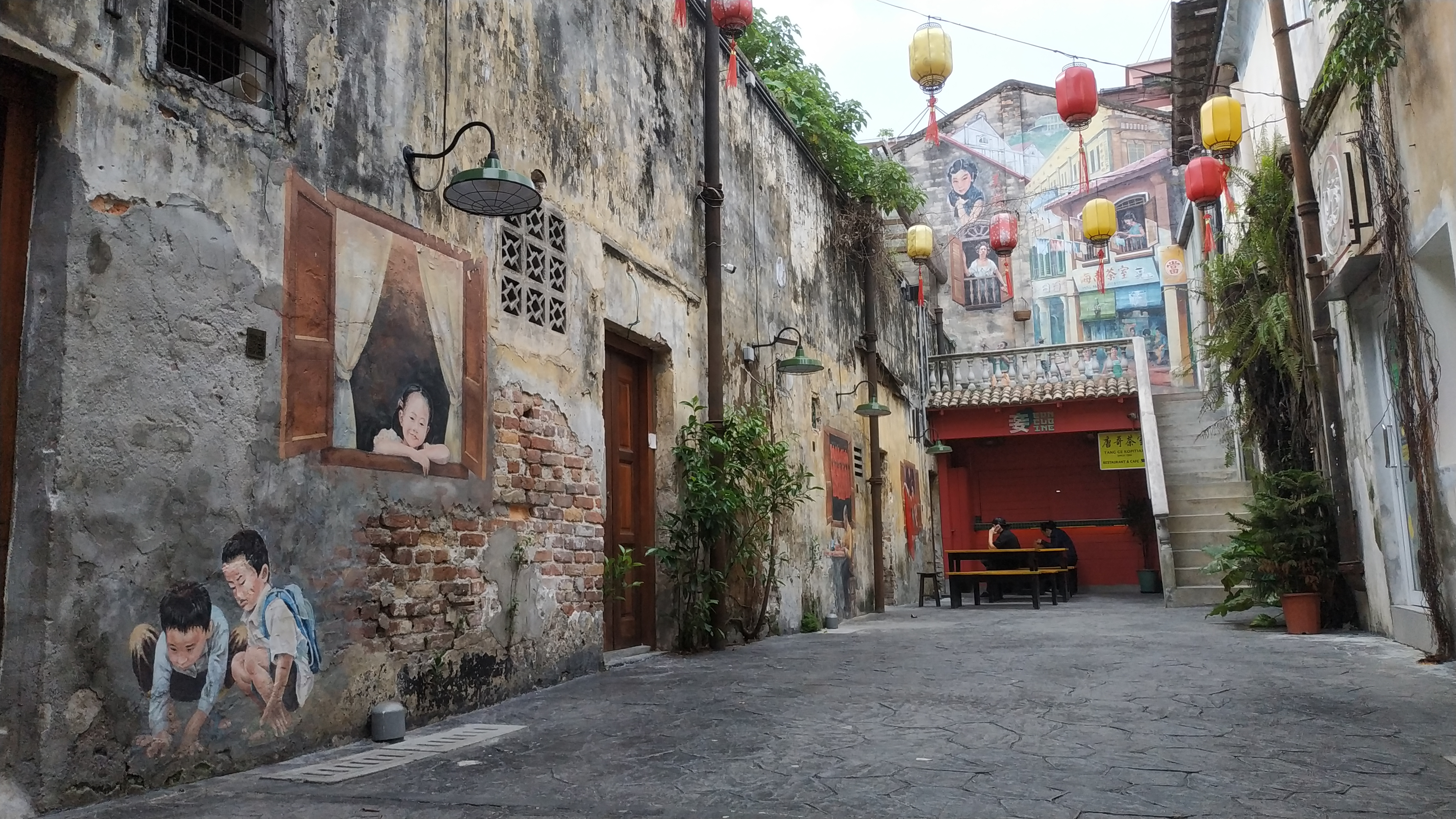

鬼仔巷（Kwai Chai Hong）是位于戏院巷（Lorong Panggung）及茨厂街（Jalan Petaling）之间的后巷，也是位于苏丹街（Jalan Sultan）与茨厂街交接处的巷弄，为马来西亚的旅游景点，开放时间为早上9时至晚上12时（马来西亚时间）。巷弄除了有老房子改建成的商铺、壁画，还保有吉隆坡历史最久的百年街灯。

## 名称由来
「鬼仔巷」名称的由来虽然没有正式记载，但与鬼怪没有任何关系。当地老街坊称，这个名字是源自于长辈们以「鬼仔」呼唤雨天在巷弄里嬉戏的小孩。久而久之，附近的居民就称那条巷为鬼仔巷。这些小孩嬉戏的声音总是让邻居以为他们想要恶作剧，因此唤他们为「死鬼仔」。另一种说法则是鬼仔巷曾是赌博、毒品交易等各种非法活动的据点。当年，这里聚集了许多赌鬼、烟鬼、嫖鬼等，因此这条巷被称为「鬼仔巷」。也有人指出，巷弄为当年活跃的黑帮帮会“龙虎堂”的蜗居，该黑帮的后辈小弟被称作“鬼仔”，巷弄而得此名。